# Eucalyptus portuensis
Eucalyptus portuensis är en myrtenväxtart som beskrevs av Kenneth D. Hill. Eucalyptus portuensis ingår i släktet Eucalyptus och familjen myrtenväxter. Inga underarter finns listade i Catalogue of Life.